# アントニオ・ヴィヴァルディ
アントニオ・ルーチョ・ヴィヴァルディ（Antonio Lucio Vivaldi, 1678年3月4日 - 1741年7月28日）は、現在はイタリアに属するヴェネツィア出身のバロック音楽後期の著名な作曲家の一人、ヴァイオリニスト、ピエタ院の音楽教師、カトリック教会の司祭。興行師、劇場支配人でもあった。多数の協奏曲の他、室内楽、オペラ、宗教音楽等を作曲。現代ではヴァイオリン協奏曲『四季』の作曲者として広く知られている。

## 人物
ヴェネツィアに生まれ、オーストリアのウィーンで没した。サン・マルコ大聖堂付きオーケストラのヴァイオリニストで理髪師の父ジョヴァンニ・バッティスタ・ヴィヴァルディからヴァイオリンを学ぶ。10歳より教会附属の神学校に入り、15歳で神学校に入学し、25歳で司祭に叙階された。赤毛であったことから、「赤毛の司祭」Il Prete Rosso（イル・プレーテ・ロッソ）と呼ばれるようになった。
司祭になった年までに全12曲の『トリオ・ソナタ集』作品1を出版し、在俗司祭となってヴェネツィアのピエタ慈善院付属音楽院 のヴァイオリン教師に就く。後に楽器演奏全ての指導者「協奏曲長(maestro de' concerti)」として、多くの器楽曲と、後には宗教曲もピエタに提供し、リハーサルと指揮をする義務を負った。一方、オペラ作曲家としての名声も次第と揺るぎないものになり、ヴァイオリンのヴィルトゥオーソとしての演奏旅行の他、オペラ上演のためにヨーロッパ各地を回った。彼の残した作品は死後長らく忘れられた存在であったが、20世紀に入り多くの作品が再発見され、再評価されることになった。
現在確認できている作品は、四季をはじめとして600を超える協奏曲、改作や共作、パスティッチョを含めて50数曲のオペラ（ほぼ総てがオペラ・セリアで、現存するのはその内20数曲、ヴィヴァルディ自身は「94のオペラを作曲した」と書簡に記している）、73のソナタ、等の室内楽曲、シンフォニア、オラトリオ（現在自筆譜が残っているのは勝利のユディータのみ）、宗教音楽（モテットなど）、カンタータ、など多岐に渡る。シャルル・ド・ブロスに「写譜屋が写譜を行っている間に、協奏曲の全パートを作曲できる」（「イタリア書簡集」1739年の手紙より）と豪語していた彼は速筆の多作家であり、記号や用語の簡略化を多用した崩し書きの筆致は自筆譜で確認できる。
ヴィヴァルディは特に急・緩・急の3楽章を持ち、主に第1楽章において全奏による繰り返しと独奏楽器による技巧的なエピソードが交替するリトルネッロ形式をもつ独奏協奏曲の形式を確立した人物として知られる。ただし実際にはヴィヴァルディが独奏協奏曲の考案者というわけではなく、ジュゼッペ・トレッリらはヴィヴァルディ以前に独奏協奏曲を書いているが、ヴィヴァルディの作品は国際的に有名になり、多くのドイツの作曲家がヴィヴァルディの形式で協奏曲を書くようになった。古典派の協奏曲はヴィヴァルディなしには考えることができない。
ヴィヴァルディは書こうと思えば高度に対位法的なフーガなどの音楽も書くことができたが、より直感的で透明な音楽を主に書いた。この親しみやすさによって第二次世界大戦後のバロック・ブームはヴィヴァルディの再発見という形で進められた。
ヴィヴァルディはヴェネツィア派のヴァイオリニストとしても、18世紀前半のイタリアのヴァイオリン界に重要な役割を果たしており、運指法や運弓法に新生面を開いた。
通常リオム番号（RV番号）で楽曲が整理されるが、この他にパンシェルル番号（P番号）、ファンナ番号（F番号）が存在する。
協奏曲の独奏のために用いられた楽器の種類と組み合わせの多彩さでも知られ、大量のヴァイオリンのための協奏曲だけでなく、チェロ、リュート、テオルボ、ヴィオラ・ダ・ガンバ、ヴィオラ・ダモーレ、マンドリン、オーボエ、フルート、ピッコロ、シャリュモー（クラリネットの前身）、バソン／ファゴット、トランペット、トロンボーン、ホルン、オルガン等同時期の作曲家としては格段に多様である、これはピエタの運営委員会が《合奏の娘たち》に珍しい楽器を演奏させて演奏会の希少性を高めるためにヴィヴァルディに求めたことでもあるが、ヴィヴァルディはオーボエやバソンといった管楽器、チェロ、オルガンといった伴奏用の楽器にもヴァイオリンがほぼ独占していた独奏楽器の地位を与え、ピエタの娘たちに演奏させた。

## 生涯

### 誕生から幼年期と青年期

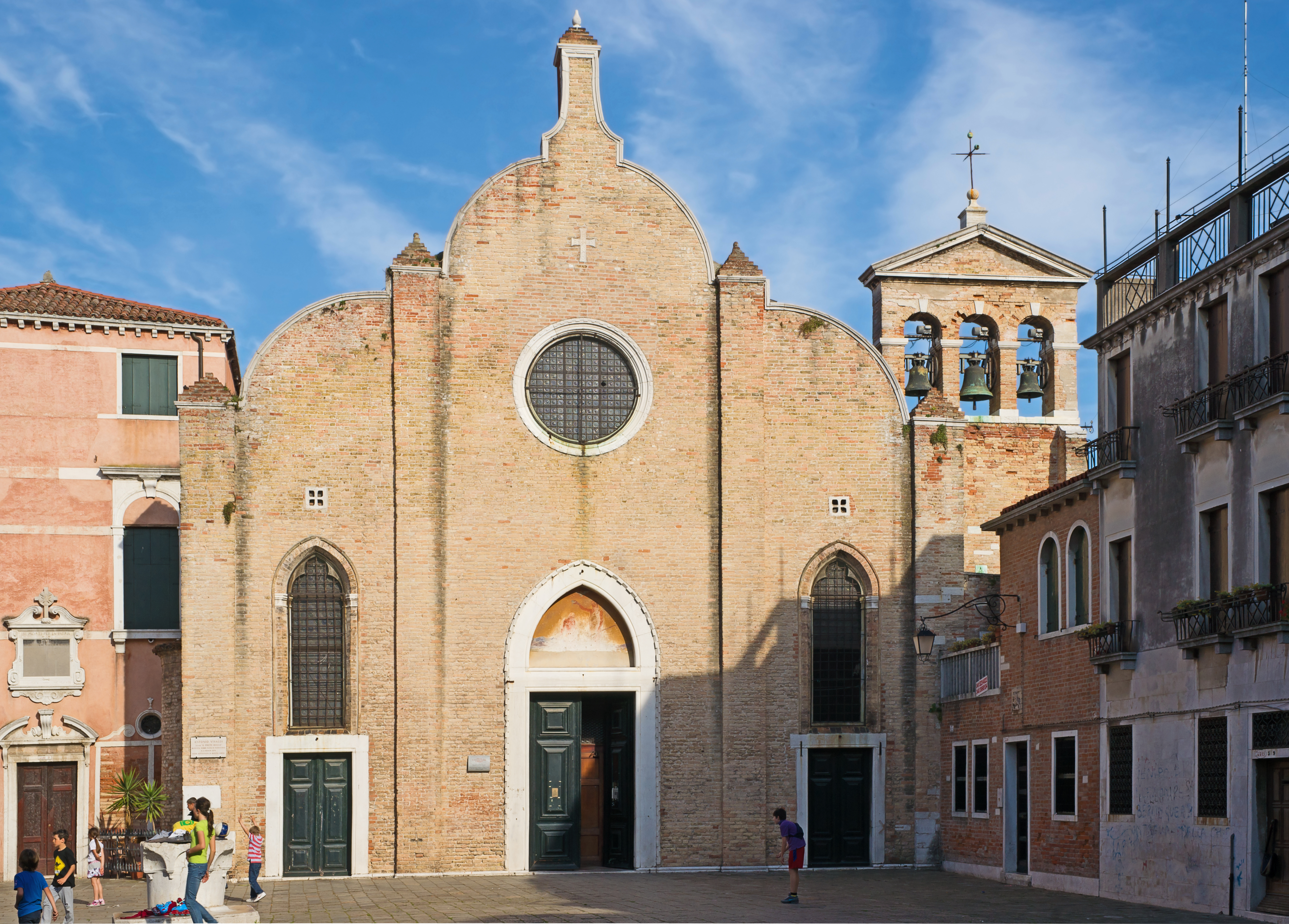
ヴィヴァルディが洗礼を受けたヴェネツィアのサン・ジョヴァンニ・イン・ブラーゴラ教会

1678年3月4日、イタリア・ヴェネツィアのカステッロ区に生まれる。誕生日は長らく不明であったが、20世紀になって、当時の洗礼記録が教区教会で発見された。瀕死の状態で生まれたため、助産婦が仮の洗礼を授け、2ヶ月後の5月6日に生家の目と鼻の先にあるサン・ジョヴァンニ・イン・ブラーゴラ教会で正式な洗礼を受けた。
父親のジョヴァンニ・バッティスタは、理髪師兼町医者（当時の理髪師は簡単な外科医でもあった）として家計を支えていたが、同時にヴァイオリンの才能に恵まれ、1713年発行のヴェネツィア旅行案内のパンフレットには息子アントニオと並んで名ヴァイオリニストとして紹介されるほどであった。1685年にサン・マルコの楽長になったジョヴァンニ・レグレンツィらとも親交があり、同年にサン・マルコ大聖堂のヴァイオリニストに選ばれると共に、レグレンツィを代表とする音楽家組合の創設メンバーのひとりになった。同じブレシア出身で高名なオペラ作曲家だった副楽長のカルロ・フランチェスコ・ポッラローロとも親交があったと見られ、その後劇場付きのヴァイオリニストも務めるようになる。1676年に仕立屋の娘カミッラ・カリッキヨと結婚し、初めて生まれた男子に、ヴェネツィア生まれの長男として代表的な「アントニオ」と、3月4日を祝日とする聖人ルキウス1世から「ルーチョ」の洗礼名を与える。妻はアントニオの他に夭逝した子も含めて男の子5人、女の子5人を授かるが、彼らの中から音楽家は誕生しなかった。幼少時から父親のもとでヴァイオリンに習熟すると共に、父親の幅広い音楽仲間から作曲法などを学ぶ。レグレンツィとポッラローロのほか、サン・マルコのオルガニストでのちの楽長になるアントニオ・ロッティや首席ヴァイオリニストのジョルジョ・ジェンティーリ、1699年までサン・マルコのチェリストを務めていたアントニオ・カルダーラ、ポッラローロの息子で1702年から父の任務を引き継ぎ、ロッティの後任の楽長になったアントニオ・ポッラローロなど、さまざまな音楽家がヴィヴァルディに影響を与えていたと考えられている。
庶民階級のヴィヴァルディが、やがて世に出て、さまざまな階級の人と引け目なく交わるには、聖職者になるのがもっとも確実な方法だった。1688年、10歳で当時サン・マルコ大聖堂とサン・マルコ広場を挟んで向かい合って建っていたサン・ジェミニアーノ教会付属学校に入学し、1693年、15歳で剃髪し、1699年、21歳で下級叙階を得て、1700年、22歳で助祭となり、翌1703年の3月25日に、25歳で司祭に叙階される。彼は「赤色」に因むRossi（ロッスィ）の綽名で呼ばれた父親と同じく赤い髪であったために、「赤毛の司祭」Il Prete Rosso（イル・プレーテ・ロッソ）と呼ばれた。
司祭の叙階を得た1703年、ピエタの音楽教師となる9月までの間に、『トリオ・ソナタ集』作品1をイタリアの出版社ジュゼッペ・サーラから出版する、この曲集はアルカンジェロ・コレッリの『作品1』から『作品4』と同じ様式の3声のソナタで、当時の流行に沿ったものであり、1700年に出版されたコレッリの作品5『12のヴァイオリン・ソナタ集』同様、12曲目がスペイン舞曲の《ラ・フォリア》を主題とした曲になっていた。この曲集は、父と同じブレーシャ出身のヴェネツィア貴族アンニーバレ＝ガンバーラ伯に献呈され、出版費用も伯爵が負担した。この曲集は1705年に出版社の費用負担で再版された（従来はこの版が初版と見做されていた）ことから、十分な販売実績を示し、それがヴィヴァルディが音楽家への道を目指す理由になったとも考えられる（作品1は1712～1713年にアムステルダムで、1715年にパリで再版されている）。
従来ヴィヴァルディは、生まれつき喘息と思われる持病があり、特に司祭としてミサの説教に立っている時に発作が起こると、ミサの続行が困難と成ることがたびたびあり、同年9月にはミサを挙げることを免除され、平服の在俗司祭となったと本人の手紙で主張され、そう考えられていたが、実際は司祭の職務を免れるための方便だったとも推測されている。

### 音楽院の教師としての活動（1703年から1713年）

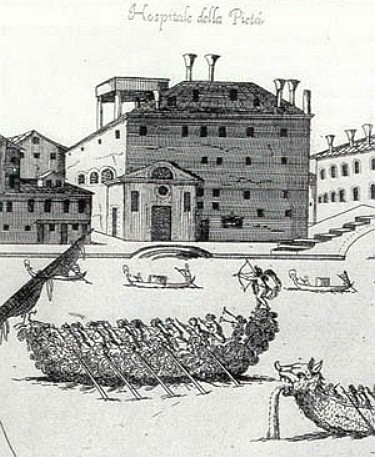
ヴィヴァルディが教鞭をとったピエタ慈善院付属音楽院

在俗司祭となった9月、1346年設立という由緒あるピエタ慈善院付属音楽院 でヴァイオリンの教師として教鞭を執り始めた。キリスト教会が行う慈善事業の一環として、捨て子の養育を目的に建てられた慈善院は、才能のある女子に対して音楽教育も盛んで、ヴェネツィア共和国にはピエタをはじめ、インクラービリ、メンディカンティ、オスペダレットの4つがあり、附属の音楽院が併設されていた。また1704年にはヴィオラ・アッリングレーゼ（Viola all'inglese）（「イングランド式ヴィオラ」の意味、Lyra viol (英語版)と推測されるが諸説ある。ヴィオラ・ダ・ガンバと同じく脚で支える弦楽器でヴィオラ・ダモーレのように共鳴弦を持つ）も教えている。1703年以降から1740年にかけて、教師として、また作曲家として器楽曲から声楽にいたる幅広い分野の作品を提供し、そのリハーサルを行なう雇用関係を断続的に持った。
ヴィヴァルディは1708年の11月から、イタリアの出版社アントニオ・ボルトリのカタログにヴァイオリン・ソナタ集の出版広告を掲載していたが、まだ献呈先は存在しなかった。その後1708年の12月29日に、デンマーク＝ノルウェーの王フレデリク4世がヴェネツィアに上陸する。フレデリク4世は翌日の午前11時にはピエタを訪問して宗教音楽会に臨み、ガスパリーニの代役としてヴィヴァルディが指揮する娘たちの歌と演奏を聴いた。フレデリク4世はヴェネツィア各所で催される音楽界や舞踏会に臨席し、ピエタにもたびたび足を運んだ。ヴィヴァルディとボルトリはこの機を逃さず、空欄だった献呈先にフレデリク4世の名を記し、国王が帰国する1709年の3月6日までに、12曲すべて出版してフレデリク4世に手渡した。出版を急いだためか、この時のボルトリ社発行の出版譜には作品番号が付されておらず、1710年頃にアムステルダムの出版社エティエンヌ・ロジェから『ヴァイオリン・ソナタ集 作品2』として再販されている。しかしフレデリク4世が帰国する前の1709年の2月24日の年末の会議（ヴェネツィア共和国の暦はローマ暦の名残で3月から1年が始まる）で、僅差の投票の結果ヴィヴァルディとピエタ音楽院との契約が更新されなかった。
その後1711年の9月、ヴィヴァルディはピエタ音楽院に全会一致の投票で復帰する。同年に「作品3」として『調和の霊感』が、アムステルダムの出版社エティエンヌ・ロジェから出版され、ベストセラーとなる。作品3はトスカーナ大公コジモ3世の継嗣、フェルディナンド・デ・メディチへ「フェルディナンド3世」の敬称で献呈されている。この称号はフェルディナンドが大公位を継いだ際に名乗るはずのものであったが、父コジモ3世が長命を保ったため、実際に用いられることはなかった。
1713年に、ピエタ音楽院でヴィヴァルディの先任の音楽指導者の「合奏長(Maestro di Coro)」だったフランチェスコ・ガスパリーニ（Francesco Gasparini,1668-1727）が長期休暇を取ってローマに赴き、そのまま辞職する。後任が決まるまで、音楽院はヴィヴァルディに宗教曲の作曲も依頼する。同年にオペラの処女作『離宮のオットーネ(Ottone in Villa)』(RV 729)がヴィチェンツァの劇場で初演される。
この時期、基本的に音楽院の音楽教師という立場にいながら、作曲家としてのヴィヴァルディの名はヨーロッパ中に広がり始めていた。これは、生命力のほとばしりを感じさせる瑞々しい曲想のみならず、合奏協奏曲から更に進んだ独奏協奏曲のスタイルを確立していったためと考えられる。同時代のドイツ人音楽家ヨハン・ゼバスティアン・バッハも少なくとも筆写譜の形でヴィヴァルディの楽譜を入手していた。各地で公演されたオペラも次第に彼の名を高めて行った。

### オペラ作曲家としての活動（1713年から1723年）
1713年以降、ヴィヴァルディはヴェネツィアのサンタンジェロ劇場をベースにオペラの作曲に精力的に取り組み始め、1714年の『狂気を装うオルランド(Orlando finto pazzo)』(RV 727)を皮切りに、1718年までの間に10曲を上演して人気を博した。ピエタ音楽院では1716年からは名実共に「協奏曲長」(Maestro de' concerti)に就任した。1717年後半から1720年までの3年間はヴェネツィアを去り、ハプスブルク家領となったマントヴァの総督、ヘッセン＝ダルムシュタット方伯フィリップに宮廷楽長として奉職し、同地で3作ものオペラを上演する。1723年7月にピエタの理事会はヴィヴァルディに対してピエタ音楽院のために協奏曲を月に2曲提供すること、旅行中は楽譜を郵送すること、リハーサルを2回ないし3回ほど指導する契約を交わした。音楽院にとってヴィヴァルディは大切な人材であり、必要不可欠な人物でもあった。
この間における作品群は、1712年-1714年ごろに「作品4」として『ラ・ストラヴァガンツァ』と題する12曲のヴァイオリン協奏曲集が、ヴィヴァルディの弟子でヴェネツィア貴族のヴィットール・デルフィーノを献呈先として出版されている、1714年に作曲したオラトリオ『ファラオの神モイゼ』（RV 643,紛失）が同年に初演される。また1716年に現存する唯一のオラトリオ『勝利のユディータ』が初演される。1716年からはロジェの娘ジャンヌの下で、献呈先を持たない出版作品集、『6つのソナタ 作品5』、『6つのヴァイオリン協奏曲 作  品6』、『12の協奏曲 作品7』が出版されている。
また1716年から1717年に、ザクセン選帝侯兼ポーランド国王フリードリヒ・アウグスト1世の宮廷ヴァイオリニストで、後にコンサート・マスターとなり、ドイツ随一のヴァイオリニストとの評価を得るヨハン・ゲオルク・ピゼンデルが師事しており、ヴィヴァルディは彼と彼の所属するザクセン公の宮廷楽団（シュターツカペレ・ドレスデン）のためのヴァイオリン協奏曲やソナタ、シンフォニア等の楽曲を少なからず作曲した。ピゼンデルがドレスデンに持ち帰ったそれらの楽譜は現在のドレスデン州立図書館に保存され、ヴィヴァルディ研究の重要な資料となっている。

### 人気と円熟期（1723年から1740年）
ヴィヴァルディは書簡の中で、ヨーロッパの各都市を旅行したことを述べており、この書簡で窺えるように、この時期はほとんど旅行に費やしている。1723年から1724年にかけてローマを訪れ、同地で3曲のオペラを上演した。1724年には、ローマ教皇（おそらく同年5月に教皇に選出されたばかりのベネディクトゥス13世）に二度謁見し、その御前で演奏したとも述べている。
1725年9月12日には、9月5日に挙式されたフランス国王ルイ15世とマリー・レグザンスカの結婚式を祝うため、駐ヴェネツィア・フランス大使ジャック・ヴァンサン・ランゲ伯爵が主催したヴェネツィアでの祝宴でヴィヴァルディのセレナータ『グロリアとヒメネオ』(RV 687)が上演された。
1726年に再びサンタンジェロ劇場の作曲家兼興行主となり、この年のオペラ《テンペラーのドリッラ》で歌手のアンナ・ジローがヴィヴァルディのオペラで初めて主演を務めた。ヴィヴァルディはその後1739年まで断続的に劇場の興行に携わる。
1727年に作品9『ラ・チェトラ』を出版、神聖ローマ皇帝カール6世に献呈する。1728年にトリエステでカール6世自身に謁見する機会ができ、手書きの協奏曲集を「ラ・チェトラ」として献呈する。皇帝と親密になったヴィヴァルディは、多額の金品とパトロンの証の金鎖付きのメダリオンを賜った。
1730年と1731年に、ヴィヴァルディはオペラを上演するためプラハに向かった。1732年から1737年まで、イタリアの各都市でオペラの上演と興行活動を行った。
上記以外のこの時期の作品群では、1724年頃に『四季』を含むヴァイオリン協奏曲集『和声と創意への試み』が「作品8」としてロジェの後を継いだミシェル＝シャルル・ル・セーヌから出版された。1729年には、音楽史上初めてのソロのフラウト・トラヴェルソ（フルートの前身）のための協奏曲集が、『6つのフルート協奏曲』作品10として出版される。また生前出版された楽譜としては最後となる『6つの協奏曲』作品11と『6つの協奏曲』作品12のヴァイオリン協奏曲集が出版される。1937年にはパリの出版社マダム・ボワヴァンから「作品13」として『忠実な羊飼い』が出版されたが、これはニコラ・シュドヴィルによる偽作であった。1740年頃にはパリのル・クレール社からチェロ・ソナタ集が出版されたが出版経緯は不明である。また12月には「メルキュール・ド・フランス」紙からチェロ・ソナタ集の出版広告が掲載されたが、実際に出版された可能性は低いと考えられる。

### 晩年
長年の活躍によりオペラ作曲家としてイタリア本土と諸外国で名声を得ていたが、本国ヴェネツィアでは地元出身の新星バルダッサーレ・ガルッピや、ヴェネツィア貴族の養子となったヨハン・アドルフ・ハッセに代表されるナポリ楽派のオペラが人気を博し、ヴィヴァルディ名義のオペラ作品に対する評価に翳りが見え始める。また、1736年から教皇領フェラーラでのオペラ興行を準備していたが、1737年11月16日に当地を管轄する枢機卿にフェラーラへの入境を禁止されるトラブルに見舞われ、損失を被る事となる。
1738年1月7日に開催されたアムステルダムの王立劇場設立100年記念の音楽祭に音楽監督として招待され、音楽祭のプロデュースとオーケストラの指揮を行う。その後ピエタの音楽指導者の職を辞すも、ピエタ音楽院の求めにより作品の供給は1740年のウィーン行の直前まで続いた。
1740年、ザクセン選帝侯の継嗣フリードリヒ・クリスティアン公爵がヴェネツィアを訪問し、ピエタ他各慈善院で盛大な音楽会が催され、一番手となるピエタでの3月21日の音楽会では、宗教曲の挿入曲としてヴィヴァルディの作品が演奏された。ヴィヴァルディはピエタから協奏曲3曲（RV 540, 552, 558）とシンフォニア1曲（RV 149）の代金15ドゥカーツ13リラを受け取り、更にザクセンの王子アウグスト3世 (ポーランド王)に曲を献呈することで報奨を受け取ったと考えられる（献呈された曲は1741年にドレスデンで出版された）。その後手持ちの楽譜20曲を70ドゥカーツ23リラで売却したヴィヴァルディは、予てから予定していたウィーンでのオペラ興業を決心する。同年秋にグラーツで自作の公演を行ったあとの足取りは不明だが、ウィーン到着後一番のよき理解者であり最も力のあるパトロンだったカール6世が10月20日に崩御し、オーストリア国内は1年間喪に服すことになったのである。服喪期間中はすべての興業が禁止されたため、予定していたオペラ『メッセニアの神託』が上演できなくなった。当時は出演者から大道具に至るまで興行主が後で清算する形でオペラの準備が行われていたので、おそらく大変な借財を抱え込むことになったと思われる。さらに、カール6世の娘マリア・テレジアが帝位を継いだためにオーストリア継承戦争が勃発し、国内の雰囲気も戦争一色となり、老大家に一瞥を与えるゆとりも関心も貴族たちにはなかった。

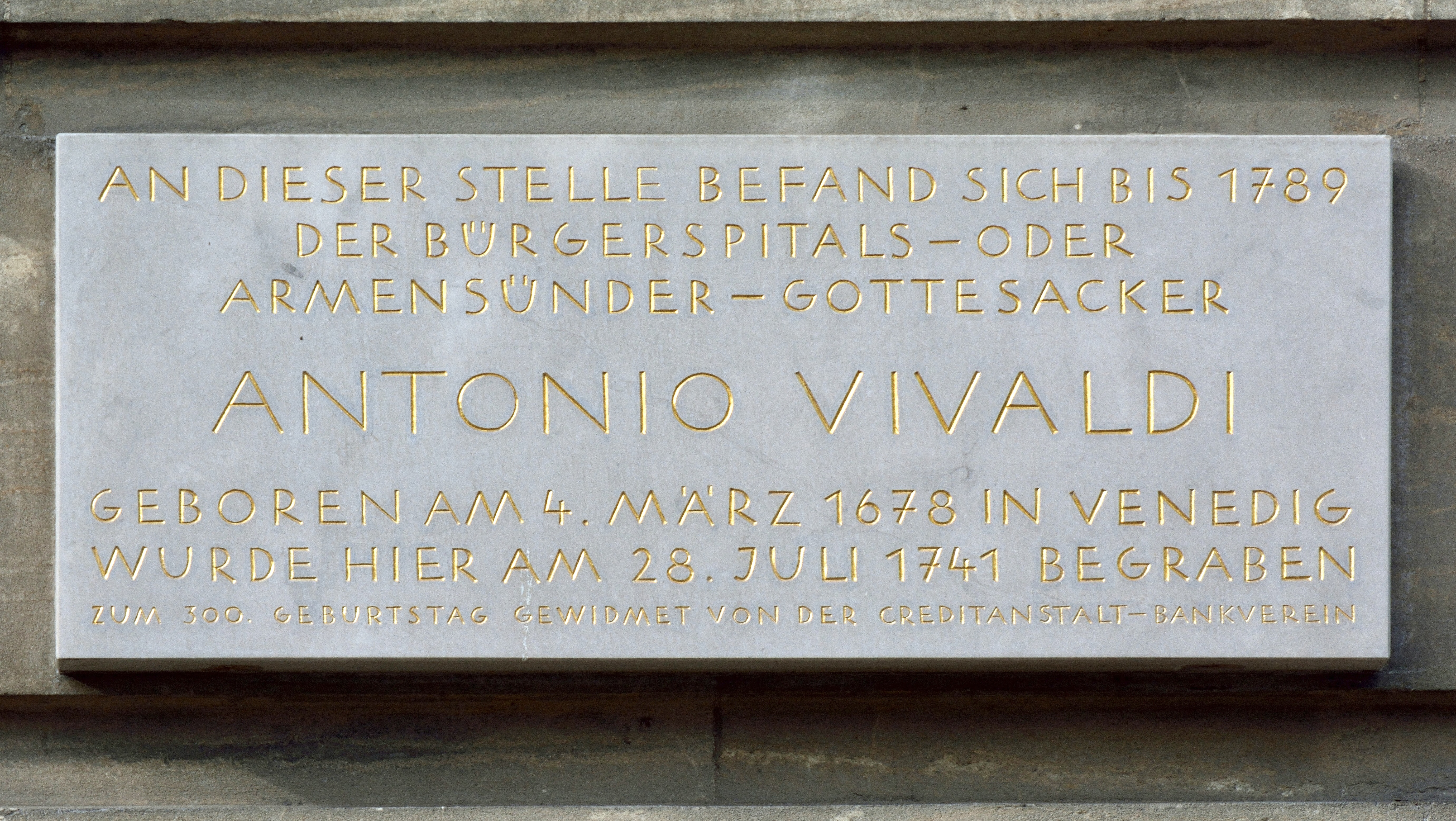
ヴィヴァルディが埋葬された墓地はのちにウィーン工科大学の構内となり、彼を記念して銘板が設置されている

失意のうちに体調を崩したと思われるヴィヴァルディは、ヴェネツィアに帰国することもかなわず、1741年7月28日にケルントナートーア劇場が用意していた作曲家用の宿舎にて、63歳で死去した。死因は体内の炎症または腫瘍と診断されたが詳細は不明である。夏季であったこともあり、旅行者のための簡素な葬礼の後、遺体は翌日、病院付属の貧民墓地に埋葬された。この墓地は1783年に取り壊され、現在はウィーン工科大学の構内になっている。オペラのほうは、ウィーンの新聞の広告欄に「故ヴィヴァルディ氏作曲」と張り出されて、翌1742年に当初の予定通りにケルントナートーア劇場で上演された。

### 後世の影響と評価
ヴィヴァルディは作曲家としてもヴァイオリンのヴィルトゥオーソとしても、同時代において高い評価を受け、多大な収入を得たこともあった。ルイ＝クロード・ダカンも著作の中で「アルカンジェロ・コレッリに匹敵するのはヴィヴァルディの『四季』のみ」と書いている。ところが18世紀末から19世紀末にかけて、ヴィヴァルディはイタリアでは全く顧みられず忘れ去られた。フランスでは『四季』、特に『春』は人気曲としての地位を保ち、1775年にジャン・ジャック・ルソーによってフルート独奏曲に編曲されたりもしたが、それもフランス革命で終わりを告げられた。19世紀末になり、ヨハン・ニコラウス・フォルケルらによってバッハが再評価されるとその生涯が調査され、その作品にヴィヴァルディの楽曲を編曲した箇所が複数発見された。
20世紀に入り、アルノルト・シェーリングやマルク・パンシェルルがヴィヴァルディの器楽曲に歴史的意味を見出し、1926年と1930年にはトリノの国立図書館が未発見の膨大なコレクションを入手した。それらはアルフレード・カゼッラやジャン・フランチェスコ・マリピエロらの尽力で整理、校訂が行われ、1939年9月にシエナで開催された「ヴィヴァルディ週間」で〈グローリア〉(RV 589)、〈スターバト・マーテル〉(RV 621)などがカゼッラの指揮で復活演奏され、聴衆の関心も高まることとなった。第二次大戦を経た1949年にリコルディ社が『四季』の楽譜を出版、1951年に録音されたカール・ミュンヒンガー指揮シュトゥットガルト室内管弦楽団のレコードがデッカ社から発売されベストセラーとなり、ヴィヴァルディの作品は完全に復興を果たした。
その一方で、ヴィヴァルディの作品が出版譜以外はほとんど知られていなかった時代、つまり、のちに「後期の作品」と呼ばれることになるヴァイオリン協奏曲群はおろか、宗教曲やオペラなどの声楽作品もほとんど知られていなかった時代に、「ヴィヴァルディはどれも同じだ」という悪口をたたかれたこともあった。たとえば、ルイージ・ダッラピッコラは「600曲の協奏曲を作曲したのでなく、1曲を600回作曲したにすぎない」と言ったとされ、。イーゴリ・ストラヴィンスキーも、おそらくダッラピッコラの言葉によって「同じ形式をあんなにくりかえしくりかえし作曲できた、退屈な男にすぎない」と言っている。しかし、この二人の作曲家の言葉を改めて紹介したマイケル・トールボットは、同書の同じ個所で、ダッラピッコラについては、このいかにも気の利いた寸評は却って大きな疑念を抱かせるというパンシェルルのコメントを引用して、「同じ理屈で言うなら、ハイドンは一つの交響曲を100回作曲したことになるではないか」と皮肉っている。また、ストラヴィンスキー自身はダッラピッコラの言葉を受け売りしたと明言していないが、ストラヴィンスキーは自分以外の作曲家をけなすことに関しては伝説的存在であり、このヴィヴァルディに対する中傷は、50年代に入ってヴィヴァルディの作品が音楽家や聴衆の間で急速に知られていく様を見て、彼なりの嫌味たっぷりの誉め言葉だったのだろうとコメントしている。
パンシェルル以後の研究者としては、ヴィヴァルディの研究で教授資格を取得したオーストリアの音楽学者ワルター・コルネーダー、リオム番号の生みの親、デンマークの音楽学者ペーター・リオム、そして「マンチェスター・ソナタ」の発見者であり、『ニューグローヴ世界音楽大事典』のヴィヴァルディの項目を執筆し、多数の録音媒体の解説書に文章が採用されているイギリスの音楽学者で作曲家のマイケル・トールボットが挙げられる。
イ・ムジチ合奏団は『四季』を1955年に初めて録音し、レコードはこれまでに2500万枚以上という驚異的な売り上げを記録している。
21世紀はNAÏVE（ナイーヴ）が、精力的にヴィヴァルディの作品をオペラから器楽曲まで体系的に、時代楽器のみで録音している。
小惑星(4330) VivaldiやウェブブラウザのVivaldiは、ヴィヴァルディの名前にちなんで命名された。

## 年表

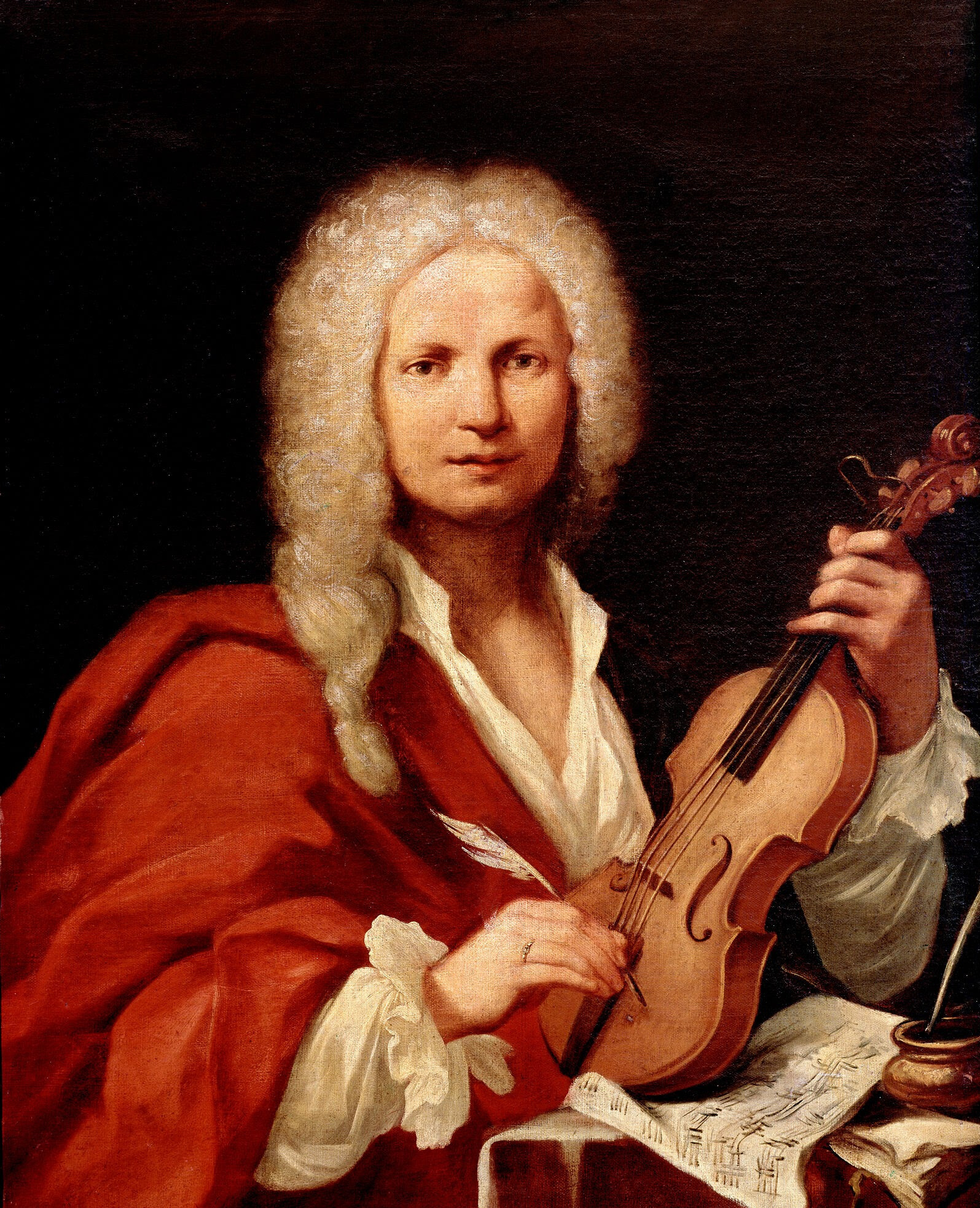
一般的にヴィヴァルディのものとされる肖像画。ボローニャに伝わる作者不詳の有名な絵だが、これがヴィヴァルディなのかは正確にはわかっていない

- 1678年 - （0歳） ヴェネツィアに生まれる。
- 1688年 - （10歳） サン・マルコ大聖堂の見習いヴァイオリニストになり、大聖堂近くのサン・ジェミニアーノ教会付属学校に入学する。
- 1693年 - （15歳） 神学校に入学、剃髪して最下級の聖職者となる。
- 1703年 - （25歳） 司祭となる。『トリオ・ソナタ集』作品1を出版。ピエタでヴァイオリン教師として奉職し始める。
- 1704年 - （26歳） ピエタで、ヴァイオリンの他にヴィオラ・アッリングレーゼを教え始める。
- 1709年 - （31歳） デンマーク＝ノルウェーの王フレデリク4世に『12のヴァイオリン・ソナタ』を献呈し、「作品2」として出版する。
- 1711年 - （33歳） 作品3『調和の霊感』がアムステルダムで出版される。
- 1713年 - （35歳） 最初のオペラ『離宮のオットー大帝』をヴィチェンツァで初演する、この頃、作品4『ラ・ストラヴァガンツァ』出版。
- 1716年 - （38歳） オラトリオ『勝利のユディータ』をピエタで初演、音楽指導者「マエストロ・デ・コンチェルティ」に任命される。
- 1718年－1720年 - （40歳-42歳）マントヴァでヘッセン＝ダルムシュタット方伯の宮廷楽長として奉職する。
- 1723年－1724年 - （45歳-46歳）ローマで3本のオペラを初演、ローマ教皇御前演奏。作品8『和声と創意への試み』(四季を含む)出版。
- 1727年 - （49歳） 作品9『ラ・チェトラ』をアムステルダムの出版社から出版、神聖ローマ皇帝カール6世に献呈する。
- 1728年 - （50歳） トリエステでカール6世と謁見。手書きの協奏曲集を『ラ・チェトラ』として献呈し、多額の金品と金鎖付きのメダルを賜る。
- 1729年 - （51歳） この頃、作品10『6つのフルート協奏曲』出版。
- 1730年 - （52歳） オペラがプラハで上演される。
- 1735年 - （57歳） 再び音楽指導者に任ぜられる。
- 1738年 - （60歳） アムステルダムの王立劇場100年記念祭で音楽監督を務める。
- 1740年 - （62歳） 3月21日にヴェネツィアを訪問中だったザクセン選帝侯の公子のためにピエタで開催された演奏会のために作曲し、公子に曲を献呈する。この年の秋にヴェネツィアを発つが、ウィーン到着後カール6世が崩御し、オーストリア継承戦争が勃発する。
- 1741年 - （63歳） 7月28日、ウィーンのケルントナートーア劇場専用の作曲家宿舎で死去、遺体は貧民墓地に葬られる。

## 作品
次項「作品一覧」、および「ヴィヴァルディの楽曲一覧」も参照のこと

### 著名な作品
- 和声と創意の試み（Il cimento dell'armonia e dell'invenzione）作品8。1725年に出版された12曲のヴァイオリン協奏曲集
  - 四季（Le quattro stagioni（The Four Seasons））：この作品8のうちの第1番から第4番までを指す。
- 調和の霊感（L'estro armonico）作品3
1本から4本のヴァイオリン（部分的にチェロも加わる）のための12曲からなる協奏曲集。1711年にアムステルダムのロジェより出版された[51]。いわゆるリトルネロ形式による急速楽章を持つ、急―緩―急の3楽章形式による独奏協奏曲の様式を確立した画期的作品といえる。しかし、部分的にはコレッリ以来の合奏協奏曲のスタイルも含んでいる（例えば7番、11番など）。後にJ.S.バッハが、この曲集のうち第3番、第9番、第12番をチェンバロ独奏用（BWV 978, 972, 976）に、第8番、第11番をオルガン独奏用（BWV 593, 596）に、第10番を4台のチェンバロと弦楽合奏のため（BWV 1065）に編曲した。

### ヴィヴァルディが出版した作品
ヴィヴァルディの協奏曲およびソナタのうちのいくつかは存命中に出版されている。
- 作品1　12のトリオ・ソナタ（1703年出版）
- 作品2　12のヴァイオリンソナタ（1709年）
- 作品3　12の協奏曲『調和の霊感』（1711年）
- 作品4　12のヴァイオリン協奏曲『ラ・ストラヴァガンツァ』（1712年-1714年ごろ）
- 作品5　6つのソナタ（1716年）
- 作品6　6つのヴァイオリン協奏曲（1719年ごろ）
- 作品7　12の協奏曲（1719年-1720年ごろ）
- 作品8　12の協奏曲『和声と創意への試み』（『四季』を含む）（1724年ごろ）
- 作品9　12のヴァイオリン協奏曲『ラ・チェトラ 』（1727年）
- 作品10　6つのフルート協奏曲（1729年-1730年ごろ）
- 作品11　6つの協奏曲 作品11（1729年）
- 作品12　6つの協奏曲 作品12（1729年）
- 作品番号なし　6つのチェロソナタ（1740年）

以上の作品の初版は、1、2を除いてアムステルダムのル・セーヌ社から出版されており、ヴィヴァルディがヴェネツィアのみに留まらず、ヨーロッパでも名声を得ていたことがわかる。作品1、2、3、4、8、9はすべて献辞つきで王侯貴族に献呈されているが、献辞のない作品のうちヴィヴァルディの編曲指示のある10を除く5、6、7、11、12の内、幾つかは、出版社がヴィヴァルディの了解を得ることなく出版した可能性が高い。1730年頃を境に、いろいろ制約の多い出版譜ではなく、筆写譜での流布を好むようになった。そのため、円熟期の作品には作品番号が付されていないものが圧倒的に多い。1737年に出版された作品13『忠実な羊飼い』は真作とされていたが、後年の研究でニコラ・シェドヴィルがヴィヴァルディの名をかたって出版したものであることが1998年に判明した。また、1740年頃に出版された6曲のチェロソナタ「作品14」は、真作と確認されているが、作品番号はパンシェルルが暫定的に付したものが定着したもので、近年の古楽器演奏のレコードやCDのタイトルでは用いられないことが多い。また現在では作品7は出版社が12曲セットで出版するために水増しした物が半数以上含まれていると考えられている。

## 作品一覧

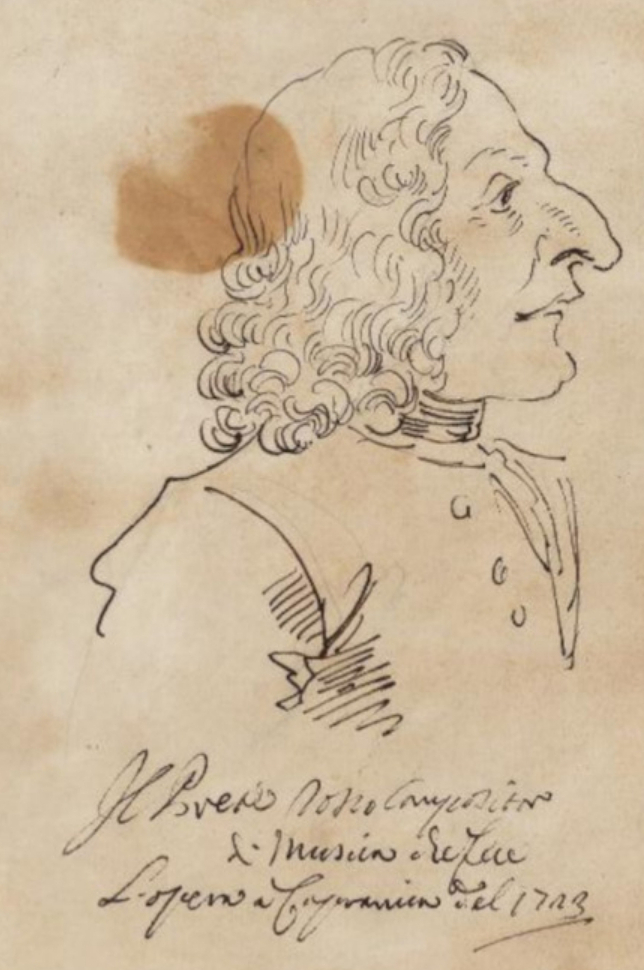
P.L.ゲッツィ(P.L.Ghezzi)によるカリカチュア(1723)

ヴィヴァルディの作品はかなり膨大で、紛失したものや偽作などが多数含まれる。ここでは比較的知られている作品のみ掲載する。

### 舞台作品

#### オラトリオ
- ファラオの神モイゼ　RV.643（散失）
- 蛮族の王ホロフェルネスを討伐した勝利のユディータ RV.644

### オペラ
- エジプトの戦場のアルミーダ　RV.699
- バヤゼットRV.703
- 貞節な妖精（忠実なニンフ）RV.714
- ダリオの戴冠 RV.719
- モテズーマ RV.723
- 狂気を装うオルランド RV.727
- 離宮のオットー大帝 RV.729 ＊ヴィヴァルディ最初のオペラ
- テウッツォーネ RV.736
- 救われたアンドロメダ ＊おそらく共作[53]
- ジュスティーノ RV 717

### 協奏曲

#### ヴァイオリン協奏曲
- ヴァイオリン協奏曲 ハ長調 『喜び』 RV.180
- ヴァイオリン協奏曲 ハ短調 『疑い』 RV.199
- ヴァイオリン協奏曲 ニ長調 『グロッソ・モグール』 RV.208
- ヴァイオリン協奏曲 ニ長調 『1712年のパドヴァの聖アントニオの聖なる舌の祝日のために』 RV.212a
- ヴァイオリン協奏曲 ニ長調 RV.230（J.S.バッハがBWV.972に編曲）
- ヴァイオリン協奏曲 ニ長調 『不安』 RV.234
- ヴァイオリン協奏曲 ニ短調 『ピゼンデル氏のために』 RV.242
- ヴァイオリン協奏曲 変ホ長調 『海の嵐』 RV.253
- ヴァイオリン協奏曲 変ホ長調 『隠れ里』 RV.256
- ヴァイオリン協奏曲 ホ長調 『春』 RV.269
- ヴァイオリン協奏曲 ホ長調 『安らぎ：いとも聖なるクリスマスのために』 RV.270
- ヴァイオリン協奏曲 ホ長調 『恋人』 RV.271
- ヴァイオリン協奏曲 ホ短調 『お気に入り』 RV.277
- ヴァイオリン協奏曲 ヘ長調 『聖ロレンツォの祝日のために』 RV.286
- ヴァイオリン協奏曲 ヘ長調 『秋』 RV.293
- ヴァイオリン協奏曲 ヘ長調 『隠れ里』 RV.294
- ヴァイオリン協奏曲 ヘ短調 『冬』 RV.297
- ヴァイオリン協奏曲 ト長調 『トゥロンバ・マリーナ風ヴァイオリンで』 RV.313
- ヴァイオリン協奏曲 ト短調 『夏』 RV.315
- ヴァイオリン協奏曲 ト短調 RV.317
- ヴァイオリン協奏曲 イ長調 『ナイチンゲール』 RV.335a
- ヴァイオリン協奏曲 変ロ長調 『ポストホルン（郵便屋の角笛）』 RV.363
- ヴァイオリン協奏曲 変ロ長調 『カルボネッリ』 RV.366
- ヴァイオリン協奏曲 ハ短調 『アマート・ベネ』 RV.761
- ヴァイオリン協奏曲 ホ長調 『アンナ・マリーアのために』 RV.762
- ヴァイオリン協奏曲 イ長調 『オッタヴィーナ』 RV.763

#### フルート協奏曲
作品10として出版された『フルート協奏曲集』に含まれる楽曲である。
- フルート協奏曲 ニ長調『ごしきひわ』 RV.428 作品10-3
- フルート協奏曲 ヘ長調 『海の嵐』 RV.433 作品10-1
- フルート協奏曲 ヘ長調 RV.434 作品10-5
- フルート協奏曲 ト長調 RV.435 作品10-4
- フルート協奏曲 ト長調 RV.437 作品10-6
- フルート協奏曲 ト短調 『夜』 RV.439 作品10-2
- フルート協奏曲 ト長調 RV.442
- 2本のフルート（フラウト・トラヴェルソ）のための協奏曲 ハ長調 RV.533

#### 複数の楽器のための協奏曲
- 協奏曲 ニ長調 『ごしきひわ』 RV.90　＊複数のヴァージョンが残されている。
- 協奏曲 ニ長調 RV.93（リュート協奏曲とも）
- 協奏曲 ニ長調 『女羊飼い』 RV.95
- 協奏曲 ト短調 『夜』 RV.104
- 2つのマンドリンのための協奏曲 ト長調 RV.532
- 2つのオーボエのための協奏曲　ハ長調　RV.534
- 2つのトランペットのための協奏曲 ハ長調 RV.537
- 2つのクラリネットと2つのオーボエの為の協奏曲ハ長調RV.559　＊バロック音楽史上最初のクラリネット協奏曲
- 2つのクラリネットと2つのオーボエの為の協奏曲ハ長調RV.560
- ヴァイオリンとチェロのための協奏曲 ヘ長調 『プロテウス、すなわち逆様の世界』 RV.544
- 『ソロ・ヴァイオリンと遠くのこだま用のヴァイオリンのための協奏曲 』イ長調 RV.552
- ヴァイオリン、2本のオーボエと2本のホルンのための協奏曲 ニ長調『聖ロレンツォの祝日のために』 RV.562
- ヴァイオリン、2本のリコーダー、3本のオーボエとファゴットとのための協奏曲 ト短調 『ザクセン選帝侯のために』 RV.576
- ヴァイオリン、2本のオーボエ、2本のリコーダーとファゴットのための協奏曲ト短調 『ドレスデンのオーケストラのために』 RV.577
- ヴァイオリン、オーボエ、シャリュモーと3つのヴィオラ・アッリングレーゼのための協奏曲 変ロ長調 『葬送協奏曲』 RV.579

#### オルガンのための協奏曲
- オーボエ、ヴァイオリン、オルガン、弦とチェンバロのための協奏曲　ハ長調　P.36
- ヴァイオリン、オルガン、弦とチェンバロのための協奏曲　ヘ長調　P.276
- ヴァイオリン、オルガン、弦とチェンバロのための協奏曲　ニ短調　P.311
- 4つのオブリガードフルート、4つのヴァイオリン、弦と2つのオルガンのための協奏曲「イン・ドゥエ・コーリ」イ長調　P.226

#### 弦楽のための協奏曲（またはシンフォニア）
- 弦楽のための協奏曲 ト長調『アラ・ルスティカ（田園風）』RV.151
- 弦楽のための協奏曲 変ロ長調『コンカ（法螺貝）』RV.163
- シンフォニア ロ短調『聖なる墓に（聖墓のそばに）』RV.169

### 宗教曲・声楽曲

#### 宗教音楽
- グローリア ニ長調 RV.588
- グローリア ニ長調 RV.589
- サルヴェ・レジナ（「めでたし元后」） ハ短調 RV.616
- スターバト・マーテル（「母は悲しみにありき」） ヘ短調 RV.621

#### 声楽曲
- モテット『まことの安らぎはこの世にはなく』RV 630
- カンタータ『黄金色の雨のごとく』RV 686